# Kitty Swan
Kitty Swan, nome d'arte di Kirsten Svanholm (Copenaghen, 25 maggio 1943), è un'attrice, cantante ed ex acrobata danese, celebre soprattutto per aver recitato nella parte di Gungala nei film Gungala la vergine della giungla e Gungala la pantera nuda.

## Biografia
I suoi primi ruoli sono in film italiani quali I criminali della galassia del 1965 e Io, io, io... e gli altri del 1966, tuttavia le parti affidatele sono talmente insignificanti da non venire nemmeno accreditata nei titoli.
Successivamente appare spesso in film di spionaggio in cui interpreta sempre parti dove è schierata con gli avversari del protagonista, come in Più micidiale del maschio (1967), in cui è uno degli attentatori, o OK Connery (1967), il cui protagonista è il fratello più giovane di Sean Connery, Neil.
Il film Tecnica di un omicidio (1966), le frutta un po' di pubblicità, apparendo al fianco del protagonista Franco Nero, in alcune fotografie apparse in riviste quali Continental Film Review.
Nel 1966 appare in un Carosello per Stock 84, al fianco di Orson Welles. Nel 1968 e 1969 compare nel ciclo di Carosello per l'insetticida Getto della Squibb Calamity Get, in cui interpreta una novella Calamity Jane intenta a sparare agli insetti. Nel 1969 appare nel ciclo di Carosello Una donna straordinaria per Lebole, in cui interpreta il personaggio del titolo, inseguita da Cochi e Renato.
Ottiene una certa celebrità grazie ai film Gungala la vergine della giungla del 1967 e Gungala la pantera nuda del 1968, in cui appare nuda nella parte di un tarzanide al femminile. Sempre nel 1968 appare anche in una piccola parte nel film Barbarella di Roger Vadim, interpretando una ragazza della città di Sogo,  ma non viene accreditata nei titoli.
Nel 1971 incide un singolo con il cantante serbo Toma Zdravković.
Nel 1972, durante le riprese del film Tarzan e la pantera nera, Kitty Swan e il suo partner Steve Hawkes, rimangono vittime di un incidente con la benzina o con il vetriolo, che causa loro ustioni. Nei mesi successivi entrambi rimarranno in ospedale per guarire dalle cicatrici. In seguito l'attrice si sarebbe ritirata dalle scene.

## Filmografia
- I criminali della galassia (1965)
- Io, io, io... e gli altri (1966)
- Agente 3S3 - Massacro al sole (1966)
- Borman (1966)
- Il vostro superagente Flit (1966)
- Un uomo a metà (1966)
- Perry Grant agente di ferro (1966)
- Tecnica di un omicidio (1966)
- Più micidiale del maschio (Deadlier Than the Male) (1967)
- Ballata da un miliardo (1967)
- OK Connery (1967)
- Gungala la vergine della giungla (1967)
- Le false vergini (1967)
- Gungala la pantera nuda (1968)
- Barbarella (1968)
- Zan, re della giungla (1969)
- Tarzan e la pantera nera (1972)
- Forza "G" (1972)

## Discografia
- 1971 - Pesma o Kitty Swan/Ima dana (Jugoton, 7") con Toma Zdravković